# آمونیوم پررنات
آمونیوم پررنات (به انگلیسی: Ammonium perrhenate) با فرمول شیمیایی NH۴ReO۴ یک ترکیب شیمیایی است؛ که جرم مولی آن ۲۶۸٫۲۳۵۹ g/mol می‌باشد.